# Ганусек
Ганусек (пол. Hanusek, нім. Hanussek) — село в Польщі, у гміні Творуг Тарноґурського повіту Сілезького воєводства.
Населення — 580 осіб (2011).
У 1975-1998 роках село належало до Катовицького воєводства.

## Демографія
Демографічна структура станом на 31 березня 2011 року:
|          | Загалом | Допрацездатний вік | Працездатний вік | Постпрацездатний вік |
| -------- | ------- | ------------------ | ---------------- | -------------------- |
| Чоловіки | 274     | 46                 | 197              | 31                   |
| Жінки    | 306     | 46                 | 185              | 75                   |
| Разом    | 580     | 92                 | 382              | 106                  |